# Rex (Familienname)
Rex ist ein Cognomen sowie ein deutscher und englischer Familienname.

## Namensträger

### Cognomen
- Quintus Marcius Rex (Prätor), römischer Politiker, erbaute das Aquädukt Aqua Marcia
- Quintus Marcius Rex (Konsul 118 v. Chr.), römischer Politiker
- Quintus Marcius Rex (Konsul 68 v. Chr.) (vor 110 v. Chr.–61 v. Chr.), römischer Politiker

### Familienname
- Annett Rex (* 1969), deutsche Schwimmerin
- Arthur Alexander Kaspar von Rex (1856–1926), deutscher Botschafter
- Astrid Fleischer Rex (1954–2023), grönländische Politikerin und Lehrerin
- Carl Rex (1660–1716), kursächsischer Geheimer Rat und Oberhofmeister
- Carl August von Rex (1701–1768), kurfürstlich-sächsischer Kabinettsminister, Konferenzminister, Wirklicher Geheimer Rat und Kanzler
- Dieter Rex (1936–2002), deutscher Maler und Grafiker
- Dietrich Rex (1934–2016), deutscher Raumfahrtingenieur
- Egon Karl Kaspar von Rex (1854–1912), deutscher Politiker, Kammerherr und Rittergutsbesitzer
- Emil Rex (1888–1951), deutscher Politiker, Bremer Bürgerschaftsabgeordneter (CDU)
- Eugen Rex (1884–1943), deutscher Schauspieler
- Friedemann Rex (1931–2022), deutscher Hochschullehrer
- Friedrich Wilhelm von Rex (1705–1763), königlich-polnischer und kurfürstlich-sächsischer Generalleutnant
- George Abraham Rex (1845–1895), US-amerikanischer Pilzkundler
- Gustav von Rex (1845–1931), preußischer Generalleutnant
- Hartlib Rex (1936–2009), deutscher Maler und Autor
- Helmut Rex (1913–1967), deutsch-neuseeländischer evangelischer Theologe
- Hermann von Rex (General, 1820) (1820–1886), preußischer Generalmajor
- Hermann von Rex (General, 1821) (1821–1901), sächsischer Generalleutnant
- Hugo Rex (1861–1936), österreichischer Arzt
- John Rex (1925–2011), südafrikanisch-britischer Soziologe
- Karl von Rex (1825–1905), deutscher Politiker, sächsischer Landtagsabgeordneter
- Karl August Wilhelm von Rex (1774–1834), preußischer Generalmajor
- Knud Rex (1912–1968), dänischer Schauspieler
- Laurenz Rex (* 1999), belgischer Radrennfahrer
- Markus Rex (* 1966), deutscher Geophysiker
- Markus Rex (Musiker) (* um 1968), deutscher Kontrabassist
- Marlies Leonardy-Rex (1935–2017), deutsche Gymnasiallehrerin und Bildhauerin
- Oscar Rex (1857–1929), österreichischer Maler
- Patricia Rex († 2004), niueische Politikerin
- Rico Rex (* 1976), deutscher Eiskunstläufer
- Robert Rex (1909–1992), niueanischer Politiker
- Robert Rex Junior (1943–2021), Politiker in Niue
- Rudolf von Rex (1817–1892), preußischer Generalleutnant
- Rudolph Carl Kaspar von Rex (1858–1916), sächsischer Wirklicher Geheimer Rat
- Rut Rex-Viehöver (* 1931), deutsche Sängerin, Schauspielerin und Musicaldarstellerin
- Simon Rex (* 1974), US-amerikanischer Schauspieler und Model
- Sven Rex (* 1976), deutscher Journalist und Moderator
- Wilhelm Rex (1870–1944), deutscher Bildhauer

### Künstlername
- Al Rex (eigentlich Albert Piccarelli; 1928–2020), US-amerikanischer Country-, Rockabilly- und Rock’n’Roll-Musiker
- Ina Rex (eigentlich Alwine Hannemann; 1846–1910), deutsche Schriftstellerin
- Ludwig Rex (eigentlich Ludwig Wiedemann; 1875–1943), deutscher Opernsänger und Schauspieler